# Китобійне судно

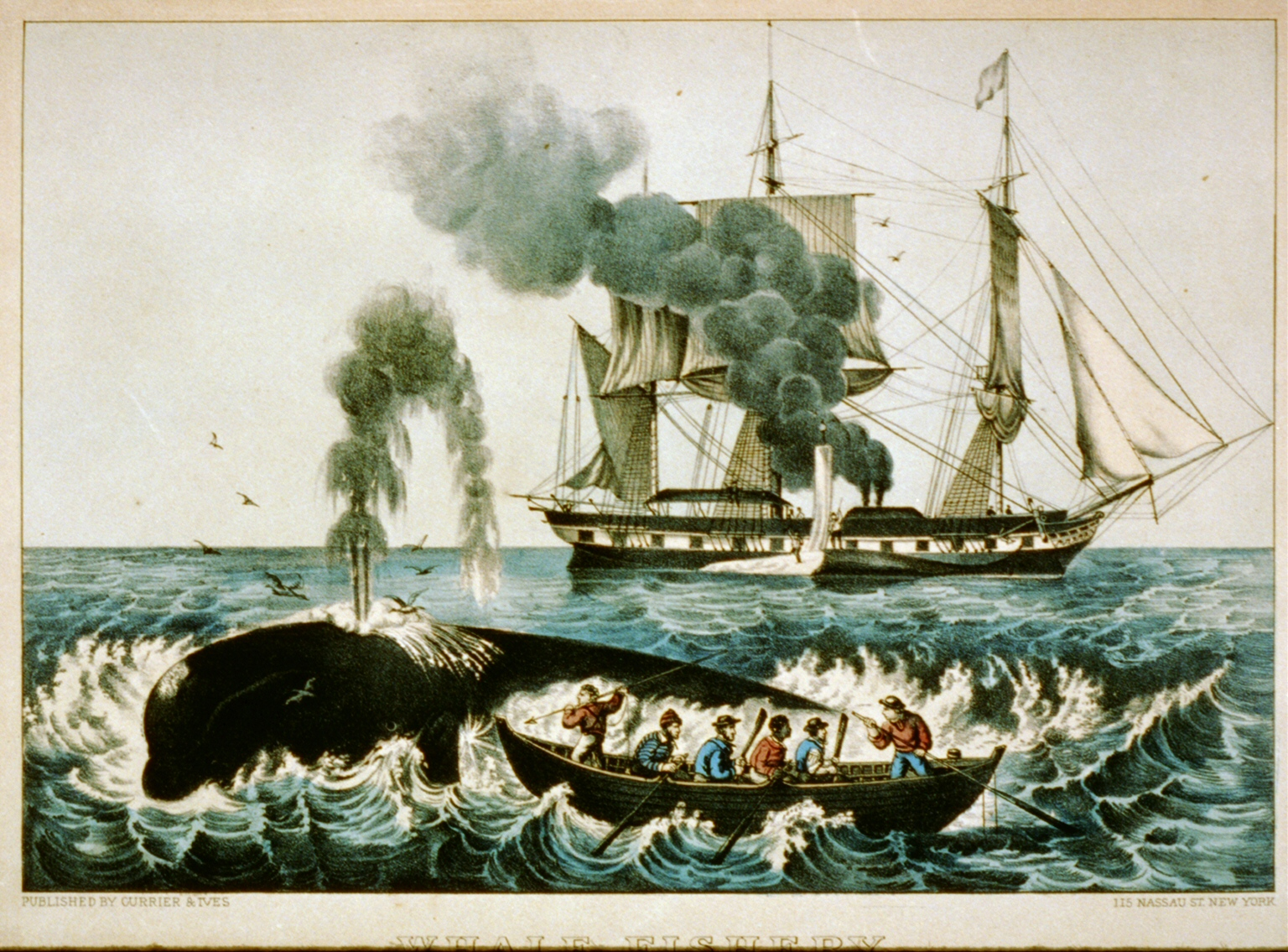
Китобійне судно в «роботі»

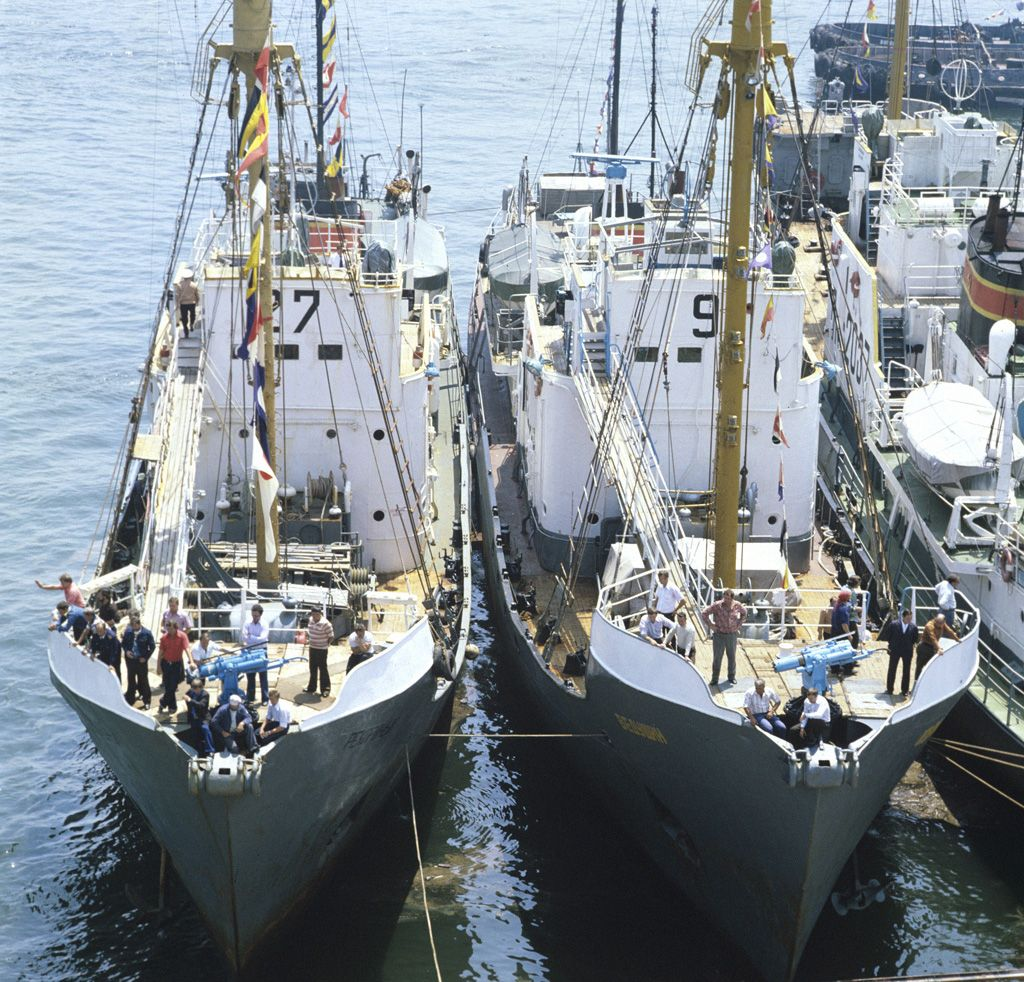
Радянські китобійні судна в порту Владивостока, 1979 р.

Китобійне судно, китобо́єць — вузькоспеціалізований корабель, призначений для китобійного промислу.

## Опис
Розміри китобійних суден досягають 65 м в довжину і 9,5 м в ширину, а водотоннажність — 916 тонн. Вони, як правило, мають у своєму розпорядженні рухову установку (парову машину або дизельний двигун) потужністю до 3870 кВт (5260 к.с.), і досягають швидкості ходу до 18-20 вузлів і відзначаються хорошою морехідністю. Оснащення цього класу суден складається з гарпунної гармати і амортизаційної системи для запобігання розриву каната під час ривків кита, лебідки для підтягування його до борту, компресора для накачування повітря в тушу та інших навігаційних і пошукових приладів.